# Tal Ásúr
Tal Ásúr (arabsky تل عاصور‎, hebrejsky בעל חצור‎ – Ba'al Chacor, 1016 m n. m.,) je hora v jihozápadní Asii. Leží na území Palestinské autonomie na Západním břehu Jordánu v governorátu Ramalláh a al-Bíra. Jedná se o nejvyšší horu Západního břehu Jordánu i celé Palestinské autonomie.